# ブリティッシュ・バスケットボール・リーグ
ブリティッシュ・バスケットボール・リーグ（British Basketball League）は、イギリスのプロバスケットボールリーグである。略称「BBL」。イギリスバスケットボール連盟傘下。
下部リーグとしてイングリッシュ・バスケットボールリーグとスコティッシュ・バスケットボールチャンピオンシップが存在する。
2023-24シーズンを最後に終了。後継はスーパーリーグ・バスケットボール。

## 歴史
- 1987年発足。
- 1999年欧州バスケットボールリーグ連合加盟。
- 2024年6月24日終了[1]。

## 2023-24シーズン所属チーム
| チーム                         | ホームタウン           | 創設年 | 加盟年 |
| ------------------------------ | ---------------------- | ------ | ------ |
| ブリストル・フライヤーズ       | ブリストル             | 2006年 | 2014年 |
| カレドニア・グラディエイターズ | イースト・キルブライド | 1998年 | 1998年 |
| チェシャー・フェニックス       | エレスメア・ポート     | 1984年 | 1991年 |
| レスター・ライダーズ           | レスター               | 1967年 | 1987年 |
| ロンドン・ライオンズ           | ロンドン               | 1977年 | 1987年 |
| マンチェスター・ジャイアンツ   | マンチェスター         | 2012年 | 2012年 |
| ニューカッスル・イーグルス     | ニューカッスル         | 1976年 | 1987年 |
| プリマス・シティ・パトリオッツ | プリマス               | 2021年 | 2021年 |
| シェフィールド・シャークス     | シェフィールド         | 1991年 | 1994年 |
| サリー・スコーチャーズ         | ギルフォード           | 2005年 | 2005年 |

## 過去の参加チーム
- バーミンガム・ブレッツ (1987-1988, 1991-2006)
- バーミンガム・ナイツ (2013-2014)
- バーミンガム・パンサーズ (2007-2008)
- ブライトン・ベアーズ (1987-2006)
- カルダーデール・エクスプローラーズ (1987-1988)
- クリスタル・パレス (1987-1989, 1996-1998)
- ダービー・ストーム (1987-2002)
- ドンカスター・パンサーズ (1993-1996)
- エセックス・レオパーズ (1994-2003)
- エセックス・パイレーツ (2009-2011)
- ギルフォード・キングス (1987-1994)
- リビングストン (1987-1989)
- ロンドン・キャピタル (2007-2010)
- ロンドン・タワーズ (1989-2006)
- ロンドン・ユナイテッド (2006-2007)
- マンチェスター・ジャイアンツ (1987-2001)
- マージー・タイガース (2007-2013)
- オールダム・セルティックス (1987-1988, 1992-1994)
- オリンピック・シティ・ジャイアンツ (1987-1989)
- ポーツマス (1987-1988)
- ソレント・スターズ (1987-1990)
- テムズ・バレー・タイガース (1987-2005)
- ワージング・サンダー (2008-2011)

## 歴代優勝チーム
| シーズン  | BBLチャンピオンシップ                                 | BBLプレーオフ                | BBLカップ                      | BBLトロフィー                  |
| --------- | ----------------------------------------------------- | ---------------------------- | ------------------------------ | ------------------------------ |
| 1987–88   | ポーツマス                                            | リビングストン               | キングストン・キングス         | リビングストン                 |
| 1988–89   | グラスゴー・レンジャーズ                              | グラスゴー・レンジャーズ     | ブラックネル・タイガース       | ブラックネル・タイガース       |
| 1989–90   | キングストン・キングス                                | キングストン・キングス       | キングストン・キングス         | キングストン・キングス         |
| 1990–91   | キングストン・キングス                                | キングストン・キングス       | サンダーランド・セインツ       | キングストン・キングス         |
| 1991–92   | キングストン・キングス                                | キングストン・キングス       | キングストン・キングス         | キングストン・キングス         |
| 1992–93   | ワーシング・ベアーズ                                  | ワーシング・ベアーズ         | ギルフォード・キングス         | テムズ・バレー・タイガース     |
| 1993–94   | テムズ・バレー・タイガース                            | ワーシング・ベアーズ         | ワーシング・ベアーズ           | テムズ・バレー・タイガース     |
| 1994–95   | シェフィールド・シャークス                            | ワーシング・ベアーズ         | シェフィールド・シャークス     | テムズ・バレー・タイガース     |
| 1995–96   | ロンドン・タワーズ                                    | バーミンガム・ブレッツ       | ロンドン・タワーズ             | ロンドン・タワーズ             |
| 1996–97   | レオパーズ                                            | ロンドン・タワーズ           | レオパーズ                     | ロンドン・タワーズ             |
| 1997–98   | グレーター・ロンドン・レオパーズ                      | バーミンガム・ブレッツ       | テムズ・バレー・タイガース     | シェフィールド・シャークス     |
| 1998–99   | シェフィールド・シャークス                            | ロンドン・タワーズ           | シェフィールド・シャークス     | マンチェスター・ジャイアンツ   |
| 1999–2000 | N: マンチェスター・ジャイアンツ S: ロンドン・タワーズ | マンチェスター・ジャイアンツ | シェフィールド・シャークス     | ロンドン・タワーズ             |
| 2000–01   | N: シェフィールド・シャークス S: ロンドン・タワーズ   | レスター・ライダーズ         | レスター・ライダーズ           | チェスター・ジェッツ           |
| 2001–02   | N: チェスター・ジェッツ S: ロンドン・タワーズ         | チェスター・ジェッツ         | チェスター・ジェッツ           | チェスター・ジェッツ           |
| 2002–03   | シェフィールド・シャークス                            | スコティッシュ・ロックス     | ブライトン・ベアーズ           | チェスター・ジェッツ           |
| 2003–04   | ブライトン・ベアーズ                                  | シェフィールド・シャークス   | シェフィールド・シャークス     | チェスター・ジェッツ           |
| 2004–05   | チェスター・ジェッツ                                  | ニューカッスル・イーグルス   | ブライトン・ベアーズ           | ニューカッスル・イーグルス     |
| 2005–06   | ニューカッスル・イーグルス                            | ニューカッスル・イーグルス   | ニューカッスル・イーグルス     | ニューカッスル・イーグルス     |
| 2006–07   | ギルフォード・ヒート                                  | ニューカッスル・イーグルス   | ギルフォード・ヒート           | プリマス・レイダーズ           |
| 2007–08   | ニューカッスル・イーグルス                            | ギルフォード・ヒート         | ミルトン・キーンズ・ライオンズ | ギルフォード・ヒート           |
| 2008–09   | ニューカッスル・イーグルス                            | ニューカッスル・イーグルス   | エヴァートン・タイガース       | ニューカッスル・イーグルス     |
| 2009–10   | ニューカッスル・イーグルス                            | エヴァートン・タイガース     | シェフィールド・シャークス     | ニューカッスル・イーグルス     |
| 2010–11   | マージー・タイガース                                  | マージー・タイガース         | シェフィールド・シャークス     | マージー・タイガース           |
| 2011–12   | ニューカッスル・イーグルス                            | ニューカッスル・イーグルス   | ニューカッスル・イーグルス     | ニューカッスル・イーグルス     |
| 2012-13   | レスター・ライダーズ                                  | レスター・ライダーズ         | レスター・ライダーズ           | シェフィールド・シャークス     |
| 2013-14   | ニューカッスル・イーグルス                            | ウスター・ウルヴス           | レスター・ライダーズ           | ウスター・ウルヴス             |
| 2014-15   | ニューカッスル・イーグルス                            | ニューカッスル・イーグルス   | ニューカッスル・イーグルス     | ニューカッスル・イーグルス     |
| 2015-16   | レスター・ライダーズ                                  | シェフィールド・シャークス   | ニューカッスル・イーグルス     | レスター・ライダーズ           |
| 2016-17   | レスター・ライダーズ                                  | レスター・ライダーズ         | ニューカッスル・イーグルス     | レスター・ライダーズ           |
| 2017-18   | レスター・ライダーズ                                  | レスター・ライダーズ         | チェシャー・フェニックス       | レスター・ライダーズ           |
| 2018-19   | ロンドン・ライオンズ                                  | レスター・ライダーズ         | ロンドン・ライオンズ           | ロンドン・シティ・ロイヤルズ   |
| 2019-20   | -                                                     | -                            | ウスター・ウルヴス             | ニューカッスル・イーグルス     |
| 2020-21   | レスター・ライダーズ                                  | ニューカッスル・イーグルス   | ニューカッスル・イーグルス     | ロンドン・ライオンズ           |
| 2021-22   | レスター・ライダーズ                                  | レスター・ライダーズ         | レスター・ライダーズ           | チェシャー・フェニックス       |
| 2022-23   | ロンドン・ライオンズ                                  | ロンドン・ライオンズ         | ロンドン・ライオンズ           | カレドニア・グラディエイターズ |